# (11017) Billputnam
(11017) Billputnam est un astéroïde de la ceinture principale.

## Description
(11017) Billputnam est un astéroïde de la ceinture principale. Il fut découvert le 16 janvier 1983 à la station Anderson Mesa par Edward L. G. Bowell. Il présente une orbite caractérisée par un demi-grand axe de 2,77 UA, une excentricité de 0,15 et une inclinaison de 15,2° par rapport à l'écliptique.

## Compléments